# Super Street Fighter II Turbo
Super Street Fighter II Turbo (сокр. Super Turbo), известная в Японии под названием Super Street Fighter II X: Grand Master Challenge (яп. スーパーストリートファイターII X -Grand Master Challenge- Су:па: Сутори:то Файта: Цу: Экуссу -Гурандо Масута: Тярендзи-) — видеоигра в жанре файтинг из серии Street Fighter, разработанная и выпущенная компанией Capcom для аркадных автоматов в 1994 году. Она является пятой игрой в подсерии Street Fighter II, следующей за Super Street Fighter II. Как и предшественник, Super Street Fighter II Turbo вышла для автоматов на базе системы CP System II.
В Super Turbo были введены несколько новых игровых механик, включая появление в серии суперприёмов (Super Combos). В этой же игре состоялся дебют в серии (в роли секретного персонажа) Акумы, который с этого времени появлялся во всех прочих играх серии и других файтингах Capcom.
Super Turbo была первоначально портирована на приставку 3DO Interactive Multiplayer, а позднее и на PlayStation и Sega Saturn (под названием Super Street Fighter II Turbo: The Ultimate Championship) как часть компиляции Street Fighter Collection, а ещё позднее на консоль Dreamcast для японского рынка под названием Super Street Fighter II X for Matching Service. Ремейк игры, получивший название Super Street Fighter II Turbo HD Remix, вышел для сетевых сервисов Xbox Live Arcade и PlayStation Network в 2008 году.

## Геймплей

Кадр из игры: Рю нокаутирует Зангиева суперприёмом синку-хадокэн.

Super Street Fighter II Turbo ввела некоторые дополнения и нововведения в боевую систему, перешедшую из Super Street Fighter II.
Первым и главным нововведением стало появление в серии понятия суперприёмов, которые в игре называются супер-комбо (англ. Super Combo, мн. ч. Super Combos, жарг. суперкомбо). Обычно супер-комбо представляет собой усиленную версию определённого спецприёма (например, синку-хадокэн у Рю будет являться усиленной версией обычного хадокэна; сёрю-рэппа у Кена — усиленной версией сёрюкэна, и так далее) и может быть выполнено при определённых условиях, будучи способно нанести врагу значительный урон за разовое использование. Под выполнение Super Combo отведена особая энергетическая шкала (Super Combo gauge), у каждого игрока расположенная в нижнем углу экрана и заполняющаяся при выполнении базовых либо специальных приёмов на оппоненте; между раундами она не переносится. Когда энергетическая шкала заполнена полностью, шкала будет заменена надписью «SUPER», после чего игрок сможет выполнить атаку суперприёмом, введя для этого особую команду. При выполнении суперприёма энергетическая шкала будет сведена к нулю. Использование супер-комбо в бою вознаграждается бонусными очками; нанесение же противнику нокаута с использованием супер-комбо сопровождается специфическим «огненным» фоном. Каждый персонаж имеет по одному Super Combo.
В Super Turbo также была введена возможность атаковать противника, находящегося в воздухе. В то время как предыдущие редакции игры вводили несколько техник, позволявших игроку атаковать противника несколько раз, Super Turbo стала первой игрой в серии, где была введена расширенная техника воздушных комбо. Определённые базовые приёмы позволяют игроку атаковать оппонента более чем раз в воздухе, и таким образом, «жонглировать» им. Такие «жонглирующие» приёмы могут быть введены в другие подобные приёмы либо суперприём. Изменения коснулись системы бросков и захватов, урон от которых стало возможным ослабить, выйдя из них в определённый момент после захвата.
Также, Super Turbo стала первой игрой в серии (исключая домашние версии), где была введена возможность настройки скорости. Скорость может быть настроена в настройках системной конфигурации оператором аркадного автомата либо же (если параметр поставлен на свободный выбор) в начале игры самим игроком. Игрок может выбрать между тремя различными параметрами скорости. Секретные мини-игры, имевшиеся в оригинальной игре и предшествующих ревизиях, были полностью убраны из Super Turbo, равно как и режим Tournament Battle из оригинальной Super Street Fighter II на 8 игроков. Кроме того, при завершении одиночного прохождения демонстрируется специальная иллюстрация по одной на каждого персонажа; при успешном прохождении (без поражений в раундах) все эти иллюстрации поочередно демонстрируются во время финальных титров.

## Персонажи
В Super Turbo перешли все персонажи, присутствовавшие в предыдущем апдейте; для всех персонажей при их выборе по умолчанию используется отличная от оригинальной цветовая схема (пример — Рю в Super Turbo по умолчанию носит чёрные каратеги и жёлтую хатимаки против белых каратеги и красной хатимаки в предыдущих версиях).
В Super Turbo каждый персонаж имеет свою альтернативную версию, для выбора которой необходимо ввести специальный код, собственный для каждого персонажа. Геймплей альтернативных версий всех персонажей с незначительными изменениями основан на Super Street Fighter II (например, Сагат в Super Turbo может отменять слабый удар ногой в любой спецприём, тогда как в Super Street Fighter II он не мог этого сделать). Кроме того, альтернативные версии всех персонажей по умолчанию используют оригинальные цветовые схемы из Street Fighter II и Super Street Fighter II.
Данный метод имеет свои сильные и слабые стороны. С одной стороны, персонажи не могут выполнять Super Combo и быстро выходить из броска. С другой стороны, некоторые особенности баланса из SSFII оказываются полезными. Например, альтернативные версии Рю и Кена при стартапе сёрюкэна обладают свойством неуязвимости, тогда как «стандартные» версии этих же персонажей могут быть атакованы в любой момент.
Также, в Super Turbo состоялся дебют первого во всей серии секретного персонажа Акумы (Гоки в японской версии). Для того, чтобы сразиться с ним в конце одиночного прохождения, игрок должен пройти всех одиннадцати предыдущих оппонентов (в том числе и трёх промежуточных боссов Балрога, Вегу и Сагата) без использования продолжений и заработать как можно большее количество очков либо дойти до финального босса за менее чем 25 минут. Как только условие будет выполнено, в начале боя c Байсоном на арену является Акума, который после этого убивает Байсона, атаковав его техникой сюн-гоку-сацу; соответственно, Акума замещает собой Байсона в роли финального босса. При игре с Акумой, мини-портрет персонажа рядом со шкалой здоровья полностью чёрный, а его имя не указано. Также, игрок может сыграть за Акуму, введя для этого специальный код, хотя его играбельная версия не такая могущественная, как версия под управлением компьютера. Несмотря на это, Акума всё равно является в бою очень опасным бойцом, будучи способным наносить спецприёмами урон, сопоставимый с Super Combo.

## Версии игры

### 3DO Interactive Multiplayer
Версия игры для приставки 3DO вышла в Японии 13 ноября 1994 года с последующими релизами в Северной Америке и Европе. Хотя графика в порте очень аккуратно воспроизведена с аркадной версии, в сравнении с предыдущими портами для 16-битных платформ, таких как Super Street Fighter II для SNES, задники некоторых арен не прокручиваются, как это можно было делать в аркадной версии; система начисления очков за выполнение комбо перенесена не самым аккуратным образом, а порядок бойцов во время аркадного прохождения немного иной. Хотя время загрузок значительно меньшее по стандартам CD-ROM того времени, игра загружается при выполнении игроком элементарных движений, таких как прыжок (особенно когда прыгают персонажи двух игроков). Данная версия использует реаранжированную музыку из версии Super Street Fighter II для FM Towns (включая несколько композиций, характерных для Super Turbo). Также в данной версии присутствует возможность одновременной отмены кнопок, которая присутствовала в аркадных версиях Street Fighter II до Hyper Fighting

### MS-DOS
Версия для MS-DOS, разработанная Eurocom и выпущенная Gametek, была издана в мае 1995 года в Северной Америке и Европе. Данная версия почти полностью идентична аркадной и использует шестикнопочный геймпад для игры. Здесь присутствуют как секретные команды ввода для использования оригинальных расцветок персонажей, так и приёмы, убранные из версии для 3DO за нехваткой памяти. Меню опций включает различные настройки, такие как включение либо отключение параллаксной прокрутки, что позволяет настроить игру под характеристики компьютера. Наиболее значительным изменением стало разрешение игрового экрана. Игра запускалась в разрешении 320 на 200 пикселей на AT/PC-совместимых компьютерах, а графические данные были портированы прямо с аркадной версии. Из-за более узкого, чем в аркадной, игрового экрана, спрайты персонажей выглядят крупней. По этой же причине расстояние между спрайтами персонажей в начале матча чуть уже, чем в аркадной версии. При выпуске этой версии в ней были замечены различные глитчи, такие как приземление персонажей и восстановление (обычно после приземления из прыжка, если боец был нокаутирован в воздухе базовым приёмом в воздухе). Позднее был выпущен патч, исправлявший эти ошибки, что позднее было закреплено в версии 1.5 для розничного релиза. Также был выпущен патч для версии 1.6. Для этой версии, равно как и в версии на 3DO, используется реаранжированная музыка, хотя аранжировки музыкальных тем из этой версии отличаются от аналогичных в версии для 3DO.

### Amiga
Версия для домашних компьютеров Amiga также была выпущена Gametek и была разработана студией Human Soft в 1996 году. Данная версия очень близка к аркадной, хотя и страдает проблемами с анимацией и прочими незначительными недостатками.

### Sega Saturn и PlayStation
Super Turbo была включена в компиляцию Street Fighter Collections для PlayStation и Sega Saturn, которая включала в себя Super Street Fighter II на том же диске, тогда как на втором диске помещалась Street Fighter Alpha 2 Gold. Несмотря на то, что сам порт был выполнен весьма аккуратно, в игре встречаются незначительные сбои обработки, вследствие которых управление переставало отзываться во время ближнего боя на некоторых аренах. Также, в этой версии присутствует баг, позволявший игроку за Гайла выполнять дважды за раз спецприём Sonic Boom. В связи с выходом на CD-ROM, музыкальная тема каждого уровня начинала играть чуть позже исключительно для удобства. Потребовалось определённое количество времени для релиза игр подсерии Street Fighter II на PlayStation и Sega Saturn, поскольку Capcom в это время уже работала над подсерией Street Fighter Alpha для аркадных автоматов.

### Dreamcast
Версия для Dreamcast, известная как Super Street Fighter II X for Matching Service, вышла 22 декабря 2000 года только в Японии была доступна только через магазин Dreamcast Direct (позднее Sega Direct). Данная версия включает сетевой VS-режим, совместимый со службой «Matching Service», совместимой только с аналоговыми модемами. Служба Matching Service была закрыта 1 сентября 2003 года. Бонусные уровни из оригинальной Street Fighter II, вырезанные из аркадной версии, были возвращены в данной версии. Порт выполнен гораздо более качественно, нежели для PlayStation и Sega Saturn, так как почти ничего не было изменено за некоторыми исключениями: при выполнении игроком определённых условий, он получал возможность играть за истинного Акуму, который обладает гораздо большими боевыми возможностями, нежели обычный Акума; присутствует возможность играть за особую версию Акумы, называемую Ten Gouki, которая может использовать технику сюн-гоку-сацу как Super Combo; прочие секретные опции также доступны.

### Game Boy Advance
Версия для Game Boy Advance, известная под названием Super Street Fighter II Turbo Revival, вышла 13 июня 2001 года в Японии с последующими релизами в Северной Америке и Европе. Для данной версии были разработаны полностью новые стартовый экран и иллюстрации для персонажей. Поскольку на GBA присутствует только четыре кнопки действий, то они легко могут быть кастомизированы. Хотя большая часть спрайтов была перенесена из версии Super Street Fighter II для SNES, новые техники персонажей, добавленные в Super Turbo, используют спрайты из аркадной версии. Вследствие этого, разные персонажи могут увеличиваться в размерах при выполнении определённых техник, таких как мощный удар ногой у Гайла. Также, наверное, при движениях игрока к противнику используются те же спрайты, что и используемые при движении от противника. Только для Акумы используются спрайты полностью из аркадной версии, и соответственно, его спрайты при движении отличаются от остальных.
Арены для боев с Рю, Кеном, Зангиевым и Байсоном являются полностью новыми, тогда как уровень Чуньли перенесён из Street Fighter Alpha 2, а уровень Балрога — из Street Fighter Alpha 3. У Акумы также есть специфический уровень, основанный на уровне Рю, но отличающийся от него расцветкой. Всё озвучивание для состава персонажей было взято из аркадной версии (за исключением Рю, для которого было взято озвучивание из оригинальной Street Fighter II, и Акумы, для которого взято озвучивание из серии Street Fighter Alpha). Большая часть музыки в этой версии переаранжирована под аппаратные возможности платформы, однако версии тем персонажей, проигрываемые при нанесении персонажам критического урона, взяты с аркадной версии. Также, в этой версии присутствуют эксклюзивные ремиксы.
Акума в этой версии может использовать технику сюн-гоку-сацу как суперприём, тогда как в аркадной версии эта возможность отсутствовала. Игрок также может разблокировать возможность игры за «истинного» Акуму, который также может использовать сюн-гоку-сацу.

### PlayStation 2 и Xbox
Super Turbo включена в компиляцию Capcom Classics Collection Vol. 2 для PS2 и Xbox. Хотя первая часть компиляции включала первые три игры из подсерии Street Fighter II, во вторую часть попала только Super Turbo, тогда как Super Street Fighter II не была включена туда.

### PlayStation 3 и Xbox 360
В 2008 году Capcom выпустила для сетевых сервисов PlayStation Network и Xbox Live Arcade загружаемый ремейк игры c упором на мультиплеер, разработанный студией Backbone Entertainment и получивший название Super Street Fighter II Turbo HD Remix. Игра использует полностью переделанную под формат HDTV графику и изменённый баланс состава персонажей, основанный на исходном коде Super Street Fighter II X for Matching Service для Dreamcast.

## Оценки в игровой прессе
| Сводный рейтинг       | Сводный рейтинг                                                  |
| Агрегатор             | Оценка                                                           |
| --------------------- | ---------------------------------------------------------------- |
| GameRankings          | 82,91 % (GBA)                                                    |
| MobyRank              | 91 % (3DO)                                                       |
| Иноязычные издания    |                                                                  |
| Издание               | Оценка                                                           |
| AllGame               | (Arcade) · (3DO)                                                 |
| Edge                  | 9/10                                                             |
| EGM                   | 8/10                                                             |
| Famitsu               | 29/40                                                            |
| GameFan               | 290/300 (3DO)                                                    |
| GamePro               | 16,5/20 (3DO)                                                    |
| Digital Press         | 9,5/10 (3DO)                                                     |
| Fun Generation        | 9/10 (3DO)                                                       |
| HonestGamers          | 10/10 (3DO)                                                      |
| Ultimate Future Games | 95 % (3DO)                                                       |
| Video Games           | 93 % (3DO)                                                       |
| Награды               |                                                                  |
| Издание               | Награда                                                          |
| Gamest                | «Лучшая игра 1994 года» (4-е место) «Лучший файтинг» (4-е место) |

В выпуске журнала Gamest за 30 января 1995 года, Super Street Fighter II X (за пределами Японии — Super Street Fighter II Turbo) заняла четвёртое место в номинациях «Лучшая игра 1994 года» и «Лучший файтинг», но не заняла каких либо мест по другим номинациям. Журнал Famitsu оценил версию игры для консоли 3DO в 29 баллов из 40 возможных.
Четыре обозревателя от журнала Electronic Gaming Monthly единодушно поставили версии Super Turbo для 3DO 8 баллов из 10. В комментарии рецензентов было отмечено, что графика и контент в этой версии полностью воссоздают впечатление от аркадной версии, тогда как управление смотрится «почти совершенным» даже при использовании стандартного геймпада. В противоположность вышеописанному, рецензенты GamePro считают, что управление далеко не совершенно даже с использованием шестикнопочного контролёра от Panasonic, а со стандартным выглядит и вовсе ужасным из-за мягкого D-pad; также критике подверглось отсутствие более ранних версий Street Fighter II. В итоге, по мнению рецензентов, порт хоть и смотрится «достаточно близким переводом с аркадного автомата», но уступает в этом смысле версии Street Fighter II: Hyper Fighting на SNES. Портал Arcade Sushi поставил игру на первое место в своем рейтинге лучших файтингов, говоря, что «Super Street Fighter II Turbo является, несомненно, самой любимой и самой играемой игрой во франшизе. Если вы не играли в этот файтинг — значит, вы не играли в файтинги совсем». Рецензентами журнала Ultimate Future Games издательства Future Publishing версия Super Turbo на 3DO была оценена в 95 %; по их мнению, Super Turbo являет собой «совершенный битемап», который «спасёт 3DO», тогда как единственным минусом рецензенты признали медленную подгрузку данных с компакт-диска.